# Elecciones legislativas de Campeche de 2024
Las Elecciones estatales de Campeche de 2024 están programadas para tener lugar el domingo 2 de junio de 2024, siendo concurrentes con la elección federal de ese año. En ellas los ciudadanos campechanos renovaran:
- 35 diputados del Congreso del Estado. De los cuales 21 son electos por mayoría relativa y 14 por representación proporcional. Será la primera elección que utilice el mapa resultante de la redistritación consecuente del Censo de 2020[4][5]
- 13 ayuntamientos. Compuestos por un presidente municipal y sus regidores. Electos para un periodo de tres años, no reelegibles para el periodo siguiente.

## Organización

### Partidos políticos
En las elecciones estatales tienen derecho a participar once partidos políticos. Siete son partidos políticos con registro nacional: Partido Acción Nacional (PAN), Partido Revolucionario Institucional (PRI), Partido de la Revolución Democrática (PRD), Partido del Trabajo (PT), Partido Verde Ecologista de México (PVEM), Movimiento Ciudadano (MC) y Movimiento Regeneración Nacional (Morena). Y cuatro partidos políticos estatales: Partido Encuentro Solidario de Campeche (PESC), Partido Campeche Libre (PCL), Espacio Democrático de Campeche (EDC) y Movimiento Laborista de Campeche (MLC).

### Distritos electorales
Para la elección de diputados de mayoría relativa del Congreso del Estado de Campeche el estado se divide en 21 distritos electorales. La distritación electoral vigente fue publicada por el Instituto Nacional Electoral en junio de 2022.
| Distrito | Cabecera          | Municipios | Mapa |
| -------- | ----------------- | ---------- | ---- |
| 1        | Campeche          | 1          |      |
| 2        | Campeche          | 1          |      |
| 3        | Campeche          | 1          |      |
| 4        | Campeche          | 1          |      |
| 5        | Campeche          | 1          |      |
| 6        | Campeche          | 1          |      |
| 7        | Tenabo            | 2          |      |
| 8        | Ciudad del Carmen | 1          |      |
| 9        | Ciudad del Carmen | 1          |      |
| 10       | Ciudad del Carmen | 1          |      |
| 11       | Ciudad del Carmen | 1          |      |
| 12       | Ciudad del Carmen | 1          |      |
| 13       | Escárcega         | 1          |      |
| 14       | Candelaria        | 1          |      |
| 15       | Champotón         | 1          |      |
| 16       | Seybaplaya        | 2          |      |
| 17       | Calkiní           | 1          |      |
| 18       | Hopelchén         | 1          |      |
| 19       | Hecelchakán       | 2          |      |
| 20       | Palizada          | 2          |      |
| 21       | Xpujil            | 2          |      |

## Alianzas y candidaturas

### Fuerza y Corazón por Campeche
|  | Partido Revolucionario Institucional - 14 diputados: Distritos 2, 3, 4, 5, 6, 7, 10, 11, 13, 16, 18, 19, 20 y 21 |
|  | Partido de la Revolución Democrática - 7 diputados: Distritos 1, 8, 9, 12, 14, 15 y 17                           |

El Partido Revolucionario Institucional (PRI) y el Partido de la Revolución Democrática (PRD) acordaron presentarse en coalición bajo el nombre «Fuerza y Corazón por Campeche», inicialmente se consideró incluir al Partido Acción Nacional (PAN), sin embargo, la dirigencia estatal de dicho partido rechazó la alianza alegando que no quería repetir el fracaso obtenido en la elección pasada.

### Sigamos Haciendo Historia en Campeche
|  | Movimiento Regeneración Nacional - 17 diputados: Distritos 1, 3, 4, 5, 6, 7, 8, 9, 10, 11, 12, 14, 15, 16, 17, 18 y 19 - 9 ayuntamientos: Calkiní, Campeche, Carmen, Champotón, Hecelchakán, Hopelchén, Escárcega, Candelaria y Dzitbalché |
|  | Partido del Trabajo - 2 diputados: Distritos 2 y 13 |
|  | Partido Verde Ecologista de México - 1 diputado: Distritos 21 |

El partido Movimiento Regeneración Nacional (Morena), el Partido del Trabajo (PT), el Partido Verde Ecologista de México (PVEM) acordaron presentarse en coalición bajo el nombre «Sigamos Haciendo Historia en Campeche».
El 19 de enero fue registrada la coalición ante el Instituto Electoral del Estado de Campeche. El 27 de febrero la coalición definió a sus candidatos para los ayuntamientos. La alianza no presenta una candidatura de unidad en el distrito 20.

### Candidaturas Independientes
El IEEC informó el 8 de enero de 2024 que cuatro personas lograron el registro como aspirantes a una candidatura, 2 de ellos para diputaciones locales:  Daniel Sosa Espina y William Castillo Núñez para las diputaciones de los distritos 4 y 7 respectivamente. Tuvieron a partir del 19 de enero al 17 de febrero para la recolección de firmas, de al menos 3% de la población que figura en la lista nominal. 
El 15 de marzo se confirmó que ninguno de los dos aspirantes logró reunir las firmas requeridas.
|  | 37.44 % |

|  | 16.45 % |

## Resultados

### Congreso del Estado de Campeche
|  | 37.52 % |

|  | 29.62 % |

|  | 11.39 % |

|  | 5.65 % |

|  | 3.99 % |

|  | 3.35 % |

|  | 2.57 % |

|  | 0.72 % |

|  | 0.70 % |

|  | 0.70 % |

|  | 0.44 % |

|  | 3.37 % |

|  | 100 % |

## Elecciones

#### Distrito 1 (Campeche)
|  | 2.88 % |

|  | 8.27 % |

|  | 29.69 % |

|  | 52.75 % |

|  | 0.52 % |

|  | 1.36 % |

|  | 0.81 % |

|  | 0.66 % |

|  | 96.98 % |

|  | 2.95 % |

#### Distrito 2 (Campeche)
| Distrito 2                                 | Distrito 2             | Distrito 2                   | Distrito 2 | Resultados | Resultados |
| Candidato                                  | Candidato              | Candidato                    | Partido/Coalición | Votos      | Porcentaje |
| ------------------------------------------ | ---------------------- | ---------------------------- | --- | ---------- | ---------- |
| Edgar Manuel Vázquez Torres                |                        | Edgar Manuel Vázquez Torres  | Partido Acción Nacional | —          | —          |
| José Francisco Ocaña Ortega                |                        | José Francisco Ocaña Ortega  | Fuerza y Corazón por Campeche - Partido Revolucionario Institucional - Partido de la Revolución Democrática                         | —          | —          |
| Ana María López Hernández                  |                        | Ana María López Hernández    | Sigamos Haciendo Historia en Campeche - Movimiento Regeneración Nacional - Partido Verde Ecologista de México - Partido del Trabajo | —          | —          |
| Ignacio José Muñoz Hernández               |                        | Ignacio José Muñoz Hernández | Movimiento Ciudadano | —          | —          |
| Sandy del Jesús Ku Castillo [ 18 ]         |                        | Sandy del Jesús Ku Castillo  | Partido Encuentro Solidario de Campeche                                                                                             | —          | —          |
| María Victoria Solís Celis                 |                        | María Victoria Solís Celis   | Campeche Libre | —          | —          |
| José Uriel Reyna Tecua                     |                        | José Uriel Reyna Tecua       | Espacio Democrático de Campeche | —          | —          |
| Mónica Rocío Chávez García                 |                        | Mónica Rocío Chávez García   | Movimiento Laborista de Campeche | —          | —          |
| Total de votos válidos                     | Total de votos válidos | Total de votos válidos       | Total de votos válidos |            | —          |
| Instituto Electoral del Estado de Campeche |                        |                              | |            |            |

#### Distrito 3 (Campeche)
| Distrito 3                                 | Distrito 3             | Distrito 3                        | Distrito 3 | Resultados | Resultados |
| Candidato                                  | Candidato              | Candidato                         | Partido/Coalición | Votos      | Porcentaje |
| ------------------------------------------ | ---------------------- | --------------------------------- | --- | ---------- | ---------- |
| Carlos Raúl Cano Borges                    |                        | Carlos Raúl Cano Borges           | Partido Acción Nacional | —          | —          |
| Cindy Guadalupe Puga Reyes                 |                        | Cindy Guadalupe Puga Reyes        | Fuerza y Corazón por Campeche - Partido Revolucionario Institucional - Partido de la Revolución Democrática                         | —          | —          |
| Ana Alicia Mex Soberanis                   |                        | Ana Alicia Mex Soberanis          | Sigamos Haciendo Historia en Campeche - Movimiento Regeneración Nacional - Partido Verde Ecologista de México - Partido del Trabajo | —          | —          |
| Hipsi Marisol Estrella Guillermo           |                        | Hipsi Marisol Estrella Guillermo  | Movimiento Ciudadano | —          | —          |
| Johana Lisette Can Calcaneo                |                        | Johana Lisette Can Calcaneo       | Partido Encuentro Solidario de Campeche                                                                                             | —          | —          |
| María Goretti Buendía Castro               |                        | María Goretti Buendía Castro      | Campeche Libre | —          | —          |
| Carlos Alfonso Garzón Sánchez              |                        | Carlos Alfonso Garzón Sánchez     | Espacio Democrático de Campeche | —          | —          |
| Eduardo Alessandro Chablé Montero          |                        | Eduardo Alessandro Chablé Montero | Movimiento Laborista de Campeche | —          | —          |
| Total de votos válidos                     | Total de votos válidos | Total de votos válidos            | Total de votos válidos |            | —          |
| Instituto Electoral del Estado de Campeche |                        |                                   | |            |            |

#### Distrito 4 (Campeche)
| Distrito 4                                 | Distrito 4             | Distrito 4                            | Distrito 4 | Resultados | Resultados |
| Candidato                                  | Candidato              | Candidato                             | Partido/Coalición | Votos      | Porcentaje |
| ------------------------------------------ | ---------------------- | ------------------------------------- | --- | ---------- | ---------- |
| Juan Francisco Portela Rodríguez           |                        | Juan Francisco Portela Rodríguez      | Partido Acción Nacional | —          | —          |
| Diana Gabriela Mena Lezama                 |                        | Diana Gabriela Mena Lezama            | Fuerza y Corazón por Campeche - Partido Revolucionario Institucional - Partido de la Revolución Democrática                         | —          | —          |
| Guillermo Manuel Novelo Oreza              |                        | Guillermo Manuel Novelo Oreza         | Sigamos Haciendo Historia en Campeche - Movimiento Regeneración Nacional - Partido Verde Ecologista de México - Partido del Trabajo | —          | —          |
| Aldo Román Contreras Uc                    |                        | Aldo Román Contreras Uc               | Movimiento Ciudadano | —          | —          |
| Alinka Keyla Yaret Rodríguez Ovando        |                        | Alinka Keyla Yaret Rodríguez Ovando   | Partido Encuentro Solidario de Campeche                                                                                             | —          | —          |
| Juan Francisco Yah Vela                    |                        | Juan Francisco Yah Vela               | Campeche Libre | —          | —          |
| José Luis del Carmen Acosta Gitiérrez      |                        | José Luis del Carmen Acosta Gitiérrez | Espacio Democrático de Campeche | —          | —          |
| Eduardo Román González Herrera             |                        | Eduardo Román González Herrera        | Movimiento Laborista de Campeche | —          | —          |
| Total de votos válidos                     | Total de votos válidos | Total de votos válidos                | Total de votos válidos |            | —          |
| Instituto Electoral del Estado de Campeche |                        |                                       | |            |            |

#### Distrito 5 (Campeche)
| Distrito 5                                 | Distrito 5             | Distrito 5                          | Distrito 5 | Resultados | Resultados |
| Candidato                                  | Candidato              | Candidato                           | Partido/Coalición | Votos      | Porcentaje |
| ------------------------------------------ | ---------------------- | ----------------------------------- | --- | ---------- | ---------- |
| Joaquín Antonio Berzunza Valladares        |                        | Joaquín Antonio Berzunza Valladares | Partido Acción Nacional | —          | —          |
| Eduardo Enrique Arévalo Muñoz              |                        | Eduardo Enrique Arévalo Muñoz       | Fuerza y Corazón por Campeche - Partido Revolucionario Institucional - Partido de la Revolución Democrática                         | —          | —          |
| José Antonio Jiménez Gutiérrez             |                        | José Antonio Jiménez Gutiérrez      | Sigamos Haciendo Historia en Campeche - Movimiento Regeneración Nacional - Partido Verde Ecologista de México - Partido del Trabajo | —          | —          |
| Mónica Fernández Montúfar                  |                        | Mónica Fernández Montúfar           | Movimiento Ciudadano | —          | —          |
| Carlos Enrique Soler Tejero                |                        | Carlos Enrique Soler Tejero         | Partido Encuentro Solidario de Campeche                                                                                             | —          | —          |
| Carlos Alberto Plata Domínguez             |                        | Carlos Alberto Plata Domínguez      | Campeche Libre | —          | —          |
| Miguel Ángel Salvatierra Sánchez           |                        | Miguel Ángel Salvatierra Sánchez    | Espacio Democrático de Campeche | —          | —          |
| José Manuel Pérez Cortazar                 |                        | José Manuel Pérez Cortazar          | Movimiento Laborista de Campeche | —          | —          |
| Total de votos válidos                     | Total de votos válidos | Total de votos válidos              | Total de votos válidos |            | —          |
| Instituto Electoral del Estado de Campeche |                        |                                     | |            |            |

#### Distrito 6 (Campeche)
| Distrito 6                                 | Distrito 6             | Distrito 6                           | Distrito 6 | Resultados | Resultados |
| Candidato                                  | Candidato              | Candidato                            | Partido/Coalición | Votos      | Porcentaje |
| ------------------------------------------ | ---------------------- | ------------------------------------ | --- | ---------- | ---------- |
| Gerardo Antonio Márquez Richaud            |                        | Gerardo Antonio Márquez Richaud      | Partido Acción Nacional | —          | —          |
| Nicté-Ha Aguilera Silva                    |                        | Nicté-Ha Aguilera Silva              | Fuerza y Corazón por Campeche - Partido Revolucionario Institucional - Partido de la Revolución Democrática                         | —          | —          |
| Nayeli de los Ángeles Heredia Caamal       |                        | Nayeli de los Ángeles Heredia Caamal | Sigamos Haciendo Historia en Campeche - Movimiento Regeneración Nacional - Partido Verde Ecologista de México - Partido del Trabajo | —          | —          |
| Diana Luisa Aguilar Ruelas                 |                        | Diana Luisa Aguilar Ruelas           | Movimiento Ciudadano | —          | —          |
| Hilda María Calcáneo Baños                 |                        | Hilda María Calcáneo Baños           | Partido Encuentro Solidario de Campeche                                                                                             | —          | —          |
| Elías Peláez Romero                        |                        | Elías Peláez Romero                  | Campeche Libre | —          | —          |
| Itzhel Amayrani Noh Itzá                   |                        | Itzhel Amayrani Noh Itzá             | Espacio Democrático de Campeche | —          | —          |
| María Antonia Hernández Calixto            |                        | María Antonia Hernández Calixto      | Movimiento Laborista de Campeche | —          | —          |
| Total de votos válidos                     | Total de votos válidos | Total de votos válidos               | Total de votos válidos |            | —          |
| Instituto Electoral del Estado de Campeche |                        |                                      | |            |            |

#### Distrito 7 (Tenabo)
| Distrito 7                                 | Distrito 7             | Distrito 7                      | Distrito 7 | Resultados | Resultados |
| Candidato                                  | Candidato              | Candidato                       | Partido/Coalición | Votos      | Porcentaje |
| ------------------------------------------ | ---------------------- | ------------------------------- | --- | ---------- | ---------- |
| Landy Margarita Berzunza Novelo            |                        | Landy Margarita Berzunza Novelo | Partido Acción Nacional | —          | —          |
| Alma Rubí García Muñoz                     |                        | Alma Rubí García Muñoz          | Fuerza y Corazón por Campeche - Partido Revolucionario Institucional - Partido de la Revolución Democrática                         | —          | —          |
| Omar Alberto Talango Cervantes             |                        | Omar Alberto Talango Cervantes  | Sigamos Haciendo Historia en Campeche - Movimiento Regeneración Nacional - Partido Verde Ecologista de México - Partido del Trabajo | —          | —          |
| Jorge Manuel Ávila Montejo                 |                        | Jorge Manuel Ávila Montejo      | Movimiento Ciudadano | —          | —          |
| Yuridiana Uc Turriza                       |                        | Yuridiana Uc Turriza            | Partido Encuentro Solidario de Campeche                                                                                             | —          | —          |
| León Alberto Montero Jiménez               |                        | León Alberto Montero Jiménez    | Campeche Libre | —          | —          |
| Martha Zenaida Balam Chín                  |                        | Martha Zenaida Balam Chín       | Espacio Democrático de Campeche | —          | —          |
| Manuel Ramón Uc Yah                        |                        | Manuel Ramón Uc Yah             | Movimiento Laborista de Campeche | —          | —          |
| Total de votos válidos                     | Total de votos válidos | Total de votos válidos          | Total de votos válidos |            | —          |
| Instituto Electoral del Estado de Campeche |                        |                                 | |            |            |

#### Distrito 8 (Carmen)
| Distrito 8                                 | Distrito 8             | Distrito 8                      | Distrito 8 | Resultados | Resultados |
| Candidato                                  | Candidato              | Candidato                       | Partido/Coalición | Votos      | Porcentaje |
| ------------------------------------------ | ---------------------- | ------------------------------- | --- | ---------- | ---------- |
| Fabiola Guadalupe López Solís              |                        | Fabiola Guadalupe López Solís   | Partido Acción Nacional | —          | —          |
| Iturbide Puch Peña                         |                        | Iturbide Puch Peña              | Fuerza y Corazón por Campeche - Partido Revolucionario Institucional - Partido de la Revolución Democrática                         | —          | —          |
| Francisca Zarate López                     |                        | Francisca Zarate López          | Sigamos Haciendo Historia en Campeche - Movimiento Regeneración Nacional - Partido Verde Ecologista de México - Partido del Trabajo | —          | —          |
| Carmen Cruz Hernández Mateo                |                        | Carmen Cruz Hernández Mateo     | Movimiento Ciudadano | —          | —          |
| Erick Stefan Chong González                |                        | Erick Stefan Chong González     | Partido Encuentro Solidario de Campeche                                                                                             | —          | —          |
| Lauro Arturo López Herrera                 |                        | Lauro Arturo López Herrera      | Campeche Libre | —          | —          |
| Felipa del Jesús Campo González            |                        | Felipa del Jesús Campo González | Espacio Democrático de Campeche | —          | —          |
| Darbelia Gallegos Luna                     |                        | Darbelia Gallegos Luna          | Movimiento Laborista de Campeche | —          | —          |
| Total de votos válidos                     | Total de votos válidos | Total de votos válidos          | Total de votos válidos |            | —          |
| Instituto Electoral del Estado de Campeche |                        |                                 | |            |            |

#### Distrito 9 (Carmen)
| Distrito 9                                 | Distrito 9             | Distrito 9                     | Distrito 9 | Resultados | Resultados |
| Candidato                                  | Candidato              | Candidato                      | Partido/Coalición | Votos      | Porcentaje |
| ------------------------------------------ | ---------------------- | ------------------------------ | --- | ---------- | ---------- |
| Pedro Ramón Hernández Aparicio             |                        | Pedro Ramón Hernández Aparicio | Partido Acción Nacional | —          | —          |
| Karem Beatriz Tejera Zetina                |                        | Karem Beatriz Tejera Zetina    | Fuerza y Corazón por Campeche - Partido Revolucionario Institucional - Partido de la Revolución Democrática                         | —          | —          |
| Jorge Pérez Falconi                        |                        | Jorge Pérez Falconi            | Sigamos Haciendo Historia en Campeche - Movimiento Regeneración Nacional - Partido Verde Ecologista de México - Partido del Trabajo | —          | —          |
| María del Carmen Pérez Lara                |                        | María del Carmen Pérez Lara    | Movimiento Ciudadano | —          | —          |
| Tatiana Rodríguez Romero                   |                        | Tatiana Rodríguez Romero       | Partido Encuentro Solidario de Campeche                                                                                             | —          | —          |
| Jorge Gabriel Velázquez Pérez              |                        | Jorge Gabriel Velázquez Pérez  | Campeche Libre | —          | —          |
| Graciela Guadalupe Vidal Gómez             |                        | Graciela Guadalupe Vidal Gómez | Espacio Democrático de Campeche | —          | —          |
| Alina Soledad Martínez Campos              |                        | Alina Soledad Martínez Campos  | Movimiento Laborista de Campeche | —          | —          |
| Total de votos válidos                     | Total de votos válidos | Total de votos válidos         | Total de votos válidos |            | —          |
| Instituto Electoral del Estado de Campeche |                        |                                | |            |            |

#### Distrito 10 (Carmen)
| Distrito 10                                | Distrito 10            | Distrito 10                     | Distrito 10 | Resultados | Resultados |
| Candidato                                  | Candidato              | Candidato                       | Partido/Coalición | Votos      | Porcentaje |
| ------------------------------------------ | ---------------------- | ------------------------------- | --- | ---------- | ---------- |
| María Magdalena Carrillo Rivero            |                        | María Magdalena Carrillo Rivero | Partido Acción Nacional | —          | —          |
| César Vicente Rodríguez Zarate             |                        | César Vicente Rodríguez Zarate  | Fuerza y Corazón por Campeche - Partido Revolucionario Institucional - Partido de la Revolución Democrática                         | —          | —          |
| Dalila del Carmen Mata Pérez               |                        | Dalila del Carmen Mata Pérez    | Sigamos Haciendo Historia en Campeche - Movimiento Regeneración Nacional - Partido Verde Ecologista de México - Partido del Trabajo | —          | —          |
| Tania Domínguez Fernández                  |                        | Tania Domínguez Fernández       | Movimiento Ciudadano | —          | —          |
| Alma Esther Pérez Salazar                  |                        | Alma Esther Pérez Salazar       | Partido Encuentro Solidario de Campeche                                                                                             | —          | —          |
| Anabel Suárez Jiménez                      |                        | Anabel Suárez Jiménez           | Campeche Libre | —          | —          |
| Manuela Centeno Damas                      |                        | Manuela Centeno Damas           | Espacio Democrático de Campeche | —          | —          |
| José Alejandro Muñoz Pérez                 |                        | José Alejandro Muñoz Pérez      | Movimiento Laborista de Campeche | —          | —          |
| Total de votos válidos                     | Total de votos válidos | Total de votos válidos          | Total de votos válidos |            | —          |
| Instituto Electoral del Estado de Campeche |                        |                                 | |            |            |

#### Distrito 11 (Carmen)
| Distrito 11                                 | Distrito 11            | Distrito 11                                 | Distrito 11 | Resultados | Resultados |
| Candidato                                   | Candidato              | Candidato                                   | Partido/Coalición | Votos      | Porcentaje |
| ------------------------------------------- | ---------------------- | ------------------------------------------- | --- | ---------- | ---------- |
| Araceli Alejandrina del Carmen Rivera Arias |                        | Araceli Alejandrina del Carmen Rivera Arias | Partido Acción Nacional | —          | —          |
| Rosa del Carmen Martínez Trejo              |                        | Rosa del Carmen Martínez Trejo              | Fuerza y Corazón por Campeche - Partido Revolucionario Institucional - Partido de la Revolución Democrática                         | —          | —          |
| Ismael López Garces                         |                        | Ismael López Garces                         | Sigamos Haciendo Historia en Campeche - Movimiento Regeneración Nacional - Partido Verde Ecologista de México - Partido del Trabajo | —          | —          |
| Candelario del Carmen Zavala Gómez          |                        | Candelario del Carmen Zavala Gómez          | Movimiento Ciudadano | —          | —          |
| Guadalupe Alejandra Magaña Aranda           |                        | Guadalupe Alejandra Magaña Aranda           | Partido Encuentro Solidario de Campeche                                                                                             | —          | —          |
| Irma de los Ángeles Peña Vera               |                        | Irma de los Ángeles Peña Vera               | Campeche Libre | —          | —          |
| Dinora Martínez Ramos                       |                        | Dinora Martínez Ramos                       | Espacio Democrático de Campeche | —          | —          |
| Ivon del Carmen Hernández Jo                |                        | Ivon del Carmen Hernández Jo                | Movimiento Laborista de Campeche | —          | —          |
| Total de votos válidos                      | Total de votos válidos | Total de votos válidos                      | Total de votos válidos |            | —          |
| Instituto Electoral del Estado de Campeche  |                        |                                             | |            |            |

#### Distrito 12 (Carmen)
| Distrito 12                                | Distrito 12            | Distrito 12                          | Distrito 12 | Resultados | Resultados |
| Candidato                                  | Candidato              | Candidato                            | Partido/Coalición | Votos      | Porcentaje |
| ------------------------------------------ | ---------------------- | ------------------------------------ | --- | ---------- | ---------- |
| Martha Esperanza Ramírez Canto             |                        | Martha Esperanza Ramírez Canto       | Partido Acción Nacional | —          | —          |
| Sandra Guadalupe Raga Ríos                 |                        | Sandra Guadalupe Raga Ríos           | Fuerza y Corazón por Campeche - Partido Revolucionario Institucional - Partido de la Revolución Democrática                         | —          | —          |
| Gladys Sofía Rivera López                  |                        | Gladys Sofía Rivera López            | Sigamos Haciendo Historia en Campeche - Movimiento Regeneración Nacional - Partido Verde Ecologista de México - Partido del Trabajo | —          | —          |
| Jorge Alberto Kuri Abreu                   |                        | Jorge Alberto Kuri Abreu             | Movimiento Ciudadano | —          | —          |
| Rigoberto Aguilera Cornelio                |                        | Rigoberto Aguilera Cornelio          | Partido Encuentro Solidario de Campeche                                                                                             | —          | —          |
| Fabiola Vanessa Villalobos Hernández       |                        | Fabiola Vanessa Villalobos Hernández | Campeche Libre | —          | —          |
| Zoila Marina Isabel Llanos Martínez        |                        | Zoila Marina Isabel Llanos Martínez  | Espacio Democrático de Campeche | —          | —          |
| María del Carmen Arcos Tejero              |                        | María del Carmen Arcos Tejero        | Movimiento Laborista de Campeche | —          | —          |
| Total de votos válidos                     | Total de votos válidos | Total de votos válidos               | Total de votos válidos |            | —          |
| Instituto Electoral del Estado de Campeche |                        |                                      | |            |            |

#### Distrito 13 (Escárcega)
| Distrito 2                                 | Distrito 2             | Distrito 2                        | Distrito 2 | Resultados | Resultados |
| Candidato                                  | Candidato              | Candidato                         | Partido/Coalición | Votos      | Porcentaje |
| ------------------------------------------ | ---------------------- | --------------------------------- | --- | ---------- | ---------- |
| María del Socorro Cervantes Reyes          |                        | María del Socorro Cervantes Reyes | Partido Acción Nacional | —          | —          |
| José Hernández Cruz                        |                        | José Hernández Cruz               | Fuerza y Corazón por Campeche - Partido Revolucionario Institucional - Partido de la Revolución Democrática                         | —          | —          |
| Abigaíl Gutiérrez Morales                  |                        | Abigaíl Gutiérrez Morales         | Sigamos Haciendo Historia en Campeche - Movimiento Regeneración Nacional - Partido Verde Ecologista de México - Partido del Trabajo | —          | —          |
| Layda Rosa Ibarra Becerra                  |                        | Layda Rosa Ibarra Becerra         | Movimiento Ciudadano | —          | —          |
| Gustavo Enrique Vidaña Mosqueda            |                        | Gustavo Enrique Vidaña Mosqueda   | Partido Encuentro Solidario de Campeche                                                                                             | —          | —          |
| Carlos Avelar Cámara                       |                        | Carlos Avelar Cámara              | Campeche Libre | —          | —          |
| No postuló candidatura                     |                        | No postuló candidatura            | Espacio Democrático de Campeche | —          | —          |
| Héctor de la Cruz García [ 22 ]            |                        | Héctor de la Cruz García          | Movimiento Laborista de Campeche | —          | —          |
| Total de votos válidos                     | Total de votos válidos | Total de votos válidos            | Total de votos válidos |            | —          |
| Instituto Electoral del Estado de Campeche |                        |                                   | |            |            |

#### Distrito 14 (Candelaria)
| Distrito 14                                | Distrito 14            | Distrito 14                       | Distrito 14 | Resultados | Resultados |
| Candidato                                  | Candidato              | Candidato                         | Partido/Coalición | Votos      | Porcentaje |
| ------------------------------------------ | ---------------------- | --------------------------------- | --- | ---------- | ---------- |
| Diana del Carmen Rodríguez García          |                        | Diana del Carmen Rodríguez García | Partido Acción Nacional | —          | —          |
| Mario Américo Flores Ávila                 |                        | Mario Américo Flores Ávila        | Fuerza y Corazón por Campeche - Partido Revolucionario Institucional - Partido de la Revolución Democrática                         | —          | —          |
| Ena América García García                  |                        | Ena América García García         | Sigamos Haciendo Historia en Campeche - Movimiento Regeneración Nacional - Partido Verde Ecologista de México - Partido del Trabajo | —          | —          |
| Jorge Alberto Domínguez Jaramillo          |                        | Jorge Alberto Domínguez Jaramillo | Movimiento Ciudadano | —          | —          |
| Ruth Chávez Rueda                          |                        | Ruth Chávez Rueda                 | Partido Encuentro Solidario de Campeche                                                                                             | —          | —          |
| Sara Mendoza Guillermo                     |                        | Sara Mendoza Guillermo            | Campeche Libre | —          | —          |
| Mayolo Cruz Basurto                        |                        | Mayolo Cruz Basurto               | Espacio Democrático de Campeche | —          | —          |
| No postuló candidatura                     |                        | No postuló candidatura            | Movimiento Laborista de Campeche | —          | —          |
| Total de votos válidos                     | Total de votos válidos | Total de votos válidos            | Total de votos válidos |            | —          |
| Instituto Electoral del Estado de Campeche |                        |                                   | |            |            |

#### Distrito 15 (Champotón)
| Distrito 15                                | Distrito 15            | Distrito 15                         | Distrito 15 | Resultados | Resultados |
| Candidato                                  | Candidato              | Candidato                           | Partido/Coalición | Votos      | Porcentaje |
| ------------------------------------------ | ---------------------- | ----------------------------------- | --- | ---------- | ---------- |
| Janereth Joselyne Vargas Cervera           |                        | Janereth Joselyne Vargas Cervera    | Partido Acción Nacional | —          | —          |
| Romeo Cardeñas Cosgalla                    |                        | Romeo Cardeñas Cosgalla             | Fuerza y Corazón por Campeche - Partido Revolucionario Institucional - Partido de la Revolución Democrática                         | —          | —          |
| Balbina Alejandra Hidalgo Zavala           |                        | Balbina Alejandra Hidalgo Zavala    | Sigamos Haciendo Historia en Campeche - Movimiento Regeneración Nacional - Partido Verde Ecologista de México - Partido del Trabajo | —          | —          |
| Alexia del Jesús Paredes Buenfil           |                        | Alexia del Jesús Paredes Buenfil    | Movimiento Ciudadano | —          | —          |
| Luis Humberto Gutiérrez Ramírez            |                        | Luis Humberto Gutiérrez Ramírez     | Partido Encuentro Solidario de Campeche                                                                                             | —          | —          |
| Francisca Beatriz Nieves Montejo           |                        | Francisca Beatriz Nieves Montejo    | Campeche Libre | —          | —          |
| Balbino Francisco Cristóbal Cárcamo        |                        | Balbino Francisco Cristóbal Cárcamo | Espacio Democrático de Campeche | —          | —          |
| Joaquín Patiño Durán                       |                        | Joaquín Patiño Durán                | Movimiento Laborista de Campeche | —          | —          |
| Total de votos válidos                     | Total de votos válidos | Total de votos válidos              | Total de votos válidos |            | —          |
| Instituto Electoral del Estado de Campeche |                        |                                     | |            |            |

#### Distrito 16 (Seybaplaya)
| Distrito 16                                | Distrito 16            | Distrito 16                     | Distrito 16 | Resultados | Resultados |
| Candidato                                  | Candidato              | Candidato                       | Partido/Coalición | Votos      | Porcentaje |
| ------------------------------------------ | ---------------------- | ------------------------------- | --- | ---------- | ---------- |
| Luis Rey Poot Mex                          |                        | Luis Rey Poot Mex               | Partido Acción Nacional | —          | —          |
| Lissette Mireya Cruz León                  |                        | Lissette Mireya Cruz León       | Fuerza y Corazón por Campeche - Partido Revolucionario Institucional - Partido de la Revolución Democrática                         | —          | —          |
| Elías Noe Bajeza Ake                       |                        | Elías Noe Bajeza Ake            | Sigamos Haciendo Historia en Campeche - Movimiento Regeneración Nacional - Partido Verde Ecologista de México - Partido del Trabajo | —          | —          |
| Miriam del Socorro Franco Chuma            |                        | Miriam del Socorro Franco Chuma | Movimiento Ciudadano | —          | —          |
| Rosalinda Hu Carballo                      |                        | Rosalinda Hu Carballo           | Partido Encuentro Solidario de Campeche                                                                                             | —          | —          |
| Óscar Edwin Acorcha Morales                |                        | Óscar Edwin Acorcha Morales     | Campeche Libre | —          | —          |
| No postuló candidatura                     |                        | No postuló candidatura          | Espacio Democrático de Campeche | —          | —          |
| No postuló candidatura                     |                        | No postuló candidatura          | Movimiento Laborista de Campeche | —          | —          |
| Total de votos válidos                     | Total de votos válidos | Total de votos válidos          | Total de votos válidos |            | —          |
| Instituto Electoral del Estado de Campeche |                        |                                 | |            |            |

#### Distrito 17 (Calkiní)
| Distrito 17                                | Distrito 17            | Distrito 17                     | Distrito 17 | Resultados | Resultados |
| Candidato                                  | Candidato              | Candidato                       | Partido/Coalición | Votos      | Porcentaje |
| ------------------------------------------ | ---------------------- | ------------------------------- | --- | ---------- | ---------- |
| Víctor Rafael Rodríguez Ortegón            |                        | Víctor Rafael Rodríguez Ortegón | Partido Acción Nacional | —          | —          |
| Delta Mercedes Noh Cutz                    |                        | Delta Mercedes Noh Cutz         | Fuerza y Corazón por Campeche - Partido Revolucionario Institucional - Partido de la Revolución Democrática                         | —          | —          |
| Mayda Aracely Mas Tun                      |                        | Mayda Aracely Mas Tun           | Sigamos Haciendo Historia en Campeche - Movimiento Regeneración Nacional - Partido Verde Ecologista de México - Partido del Trabajo | —          | —          |
| Elizabeth del Carmen Haas Camas            |                        | Elizabeth del Carmen Haas Camas | Movimiento Ciudadano | —          | —          |
| Asunción del Carmen Cahuich Puc            |                        | Asunción del Carmen Cahuich Puc | Partido Encuentro Solidario de Campeche                                                                                             | —          | —          |
| Leticia Maas Pan                           |                        | Leticia Maas Pan                | Campeche Libre | —          | —          |
| Yeni Maribel Canúl May                     |                        | Yeni Maribel Canúl May          | Espacio Democrático de Campeche | —          | —          |
| José Luis Cen Chí                          |                        | José Luis Cen Chí               | Movimiento Laborista de Campeche | —          | —          |
| Total de votos válidos                     | Total de votos válidos | Total de votos válidos          | Total de votos válidos |            | —          |
| Instituto Electoral del Estado de Campeche |                        |                                 | |            |            |

#### Distrito 18 (Hopelchén)
| Distrito 18                                | Distrito 18            | Distrito 18                      | Distrito 18 | Resultados | Resultados |
| Candidato                                  | Candidato              | Candidato                        | Partido/Coalición | Votos      | Porcentaje |
| ------------------------------------------ | ---------------------- | -------------------------------- | --- | ---------- | ---------- |
| María Norma Gómez Euan                     |                        | María Norma Gómez Euan           | Partido Acción Nacional | —          | —          |
| Miguel Ángel Pool Alpuche                  |                        | Miguel Ángel Pool Alpuche        | Fuerza y Corazón por Campeche - Partido Revolucionario Institucional - Partido de la Revolución Democrática                         | —          | —          |
| Rosa Verónica Ortiz Ek                     |                        | Rosa Verónica Ortiz Ek           | Sigamos Haciendo Historia en Campeche - Movimiento Regeneración Nacional - Partido Verde Ecologista de México - Partido del Trabajo | —          | —          |
| Candelario Enrique Sosa Zapata             |                        | Candelario Enrique Sosa Zapata   | Movimiento Ciudadano | —          | —          |
| Julián Eduardo Pinzón                      |                        | Julián Eduardo Pinzón            | Partido Encuentro Solidario de Campeche                                                                                             | —          | —          |
| Lilene del Carmen Kantún Cahuich           |                        | Lilene del Carmen Kantún Cahuich | Campeche Libre | —          | —          |
| Graciela Huehuet Puc                       |                        | Graciela Huehuet Puc             | Espacio Democrático de Campeche | —          | —          |
| Rosa María Uc González                     |                        | Rosa María Uc González           | Movimiento Laborista de Campeche | —          | —          |
| Total de votos válidos                     | Total de votos válidos | Total de votos válidos           | Total de votos válidos |            | —          |
| Instituto Electoral del Estado de Campeche |                        |                                  | |            |            |

#### Distrito 19 (Hecelchakán)
| Distrito 19                                | Distrito 19            | Distrito 19                      | Distrito 19 | Resultados | Resultados |
| Candidato                                  | Candidato              | Candidato                        | Partido/Coalición | Votos      | Porcentaje |
| ------------------------------------------ | ---------------------- | -------------------------------- | --- | ---------- | ---------- |
| Gary Uriel Pérez Pech                      |                        | Gary Uriel Pérez Pech            | Partido Acción Nacional | —          | —          |
| Lourdes Serafina Sáenz Ruíz                |                        | Lourdes Serafina Sáenz Ruíz      | Fuerza y Corazón por Campeche - Partido Revolucionario Institucional - Partido de la Revolución Democrática                         | —          | —          |
| Gaspar de Jesús Nah Miss                   |                        | Gaspar de Jesús Nah Miss         | Sigamos Haciendo Historia en Campeche - Movimiento Regeneración Nacional - Partido Verde Ecologista de México - Partido del Trabajo | —          | —          |
| Modesto Arcángel Pech Uitz                 |                        | Modesto Arcángel Pech Uitz       | Movimiento Ciudadano | —          | —          |
| Germán Antonio Cahuich López               |                        | Germán Antonio Cahuich López     | Partido Encuentro Solidario de Campeche                                                                                             | —          | —          |
| Carmen del Rosario Tax Pech                |                        | Carmen del Rosario Tax Pech      | Campeche Libre | —          | —          |
| Manuel Alejandro Marín Rodríguez           |                        | Manuel Alejandro Marín Rodríguez | Espacio Democrático de Campeche | —          | —          |
| María Martha May Tun                       |                        | María Martha May Tun             | Movimiento Laborista de Campeche | —          | —          |
| Total de votos válidos                     | Total de votos válidos | Total de votos válidos           | Total de votos válidos |            | —          |
| Instituto Electoral del Estado de Campeche |                        |                                  | |            |            |

#### Distrito 20 (Palizada)
| Distrito 20                                | Distrito 20            | Distrito 20                             | Distrito 20                                                                                                 | Resultados | Resultados |
| Candidato                                  | Candidato              | Candidato                               | Partido/Coalición                                                                                           | Votos      | Porcentaje |
| ------------------------------------------ | ---------------------- | --------------------------------------- | --- | ---------- | ---------- |
| Jesús Alberto Pérez Hernández              |                        | Jesús Alberto Pérez Hernández           | Partido Acción Nacional                                                                                     | —          | —          |
| Alfredo Dorantes Cervera                   |                        | Alfredo Dorantes Cervera                | Fuerza y Corazón por Campeche - Partido de la Revolución Democrática - Partido Revolucionario Institucional | —          | —          |
| Fernando Enrique Chan Pérez                |                        | Fernando Enrique Chan Pérez             | Partido del Trabajo                                                                                         | —          | —          |
| Olimpia Álvarez Casanova                   |                        | Olimpia Álvarez Casanova                | Partido Verde Ecologista de México                                                                          | —          | —          |
| Tania Estephania Patricia Moreno Bulnes    |                        | Tania Estephania Patricia Moreno Bulnes | Movimiento Ciudadano                                                                                        | —          | —          |
| Daher Antonio Puch Rivera                  |                        | Daher Antonio Puch Rivera               | Movimiento Regeneración Nacional                                                                            | —          | —          |
| Luis Miguel Cruz Valencia                  |                        | Luis Miguel Cruz Valencia               | Partido Encuentro Solidario de Campeche                                                                     | —          | —          |
| Alma Yanet Jiménez Cordova                 |                        | Alma Yanet Jiménez Cordova              | Campeche Libre                                                                                              | —          | —          |
| Artemio Vidal Gómez                        |                        | Artemio Vidal Gómez                     | Espacio Democrático de Campeche                                                                             | —          | —          |
| Sharlyn Romana Mendoza Gutiérrez           |                        | Sharlyn Romana Mendoza Gutiérrez        | Movimiento Laborista de Campeche                                                                            | —          | —          |
| Total de votos válidos                     | Total de votos válidos | Total de votos válidos                  | Total de votos válidos                                                                                      |            | —          |
| Instituto Electoral del Estado de Campeche |                        |                                         | |            |            |

#### Distrito 21 (Calakmul)
| Distrito 21                                | Distrito 21            | Distrito 21                        | Distrito 21 | Resultados | Resultados |
| Candidato                                  | Candidato              | Candidato                          | Partido/Coalición | Votos      | Porcentaje |
| ------------------------------------------ | ---------------------- | ---------------------------------- | --- | ---------- | ---------- |
| Angélica Hernández Bacab                   |                        | Angélica Hernández Bacab           | Partido Acción Nacional | —          | —          |
| Baltazar Inocencio González Zapata         |                        | Baltazar Inocencio González Zapata | Fuerza y Corazón por Campeche - Partido Revolucionario Institucional - Partido de la Revolución Democrática                         | —          | —          |
| María del Carmen Ávalos Trujillo           |                        | María del Carmen Ávalos Trujillo   | Sigamos Haciendo Historia en Campeche - Movimiento Regeneración Nacional - Partido Verde Ecologista de México - Partido del Trabajo | —          | —          |
| Gloria Yam Collí                           |                        | Gloria Yam Collí                   | Movimiento Ciudadano | —          | —          |
| Filomeno Córdova Pérez                     |                        | Filomeno Córdova Pérez             | Partido Encuentro Solidario de Campeche                                                                                             | —          | —          |
| Juan Manuel Magaña Benítez                 |                        | Juan Manuel Magaña Benítez         | Campeche Libre | —          | —          |
| No postuló candidatura                     |                        | No postuló candidatura             | Espacio Democrático de Campeche | —          | —          |
| Rosa Pinto Jiménez                         |                        | Rosa Pinto Jiménez                 | Movimiento Laborista de Campeche | —          | —          |
| Total de votos válidos                     | Total de votos válidos | Total de votos válidos             | Total de votos válidos |            | —          |
| Instituto Electoral del Estado de Campeche |                        |                                    | |            |            |

#### Diputados Plurinominales
|                                    |                                  |                              |                                         |                                 |                                         |                                     |                               |                                   |                                     |                                  |
| [ 25 ]                             | [ 26 ]                           | [ 27 ]                       | [ 28 ]                                  | [ 29 ]                          | [ 30 ]                                  | [ 31 ]                              | [ 32 ]                        | [ 33 ]                            | [ 34 ]                              | [ 35 ]                           |
| Jhosue Jesús Rodríguez Golib       | Delma del Carmen Rabelo Cuevas   | Acisclo Paz López            | Andrés Fernández del Valle Laisequilla  | Ana María López Hernández       | Pedro Armentia López                    | Maricela Flores Moo                 | Tatiana Rodríguez Romero      | Carlos Plata González             | Marco Antonio Sánchez Abnal         | Genaro Antonio Zapata Vivas      |
| María del Rosario Cruz Hernández   | Jorge Salim Abraham Quijano      | Davis del Carmen Fonz Lainez | Jessica María Mayor Pérez               | María del Carmen Gómez          | Mónica Fernández Montúfar               | José Antonio Jiménez Gutiérrez      | Alondra Sugey Castillo Tamayo | María Elena Cervera Nájera        | Eva María Tun Cámara                | Lorena Isela Zetina Morales      |
| Erick de la Cruz Euán Caamal       | Diana Gabriela Mena Lezama       | Daniel Rodríguez Martínez    | Ángel Eduardo Lezama Canúl              | Neyda del Carmen Sosa Cauich    | Pedro Hernández Macdonald               | Verónica Margarita Roca Méndez      | Yuridiana Uc Turriza          | Ángel Burgos Cartas               | Juan Manuel Cañetas Gamboa          | José Antonio Flores Chan         |
| Nadia Margarita Uc Tuz             | José Enrique Zapata Acosta       | Dayana Carolina Sulub Alonzo | Paulina del Carmen Cano Murgartegui     | Fernando Enrique Chan Pérez     | Tania Domínguez Fernández               | Carlos Enrique Ucán Yam             | Ergi Daniel Peña Maciel       | Concepción Mato Chiquiní          | Yeni Maribel Canúl May              | Francis Diane Interian Caamal    |
| Jair Steve Sosa Sosa               | Laura Elena Hernández Pacheco    | Irving Elian Antonio Patrón  | Abraham Serna Lonjinos                  | Reyna Guadalupe Euan Chan       | Fredy Alberto Euan Chí                  | Ana Alicia Mex Soberanis            | Andrea Marcela Chong Priani   | Ángel Jeovani Martínez Juárez     | Juan Carlos Solís Arceo             | Josías May Ontiveros             |
| Rosa Guadalupe Ramírez Lloverá     | Freddy Erick García Bojorquez    | Delta Mercedes Noh Cutz      | María Candelaria Quen Vargas            | Jhony Alberto Naranjo Hernández | Tania González Pérez                    | Eudaldo Chávez Molina               | Luis Donancio Beltrán Vargas  | Joanna del Carmen Ramos Hernández | Trixie Suemy Poot Chávez            | Rosa Lina Montero Villanueva     |
| César Ismael Martín Ehuan          | Alma Rubí García Muñoz           | Ángel Gabriel Cutz Peña      | Azael Huchín Guzmán                     | Matilde Ramos Montiel           | Carlos Escalante Márquez                | Ena América García García           | Cinthya Araceli Arcos Sánchez | Porfirio Garibay Hernández        | Manuel Alejandro Marín Rodríguez    | Víctor Daniel Hau Chan           |
| Ana Laura Quintal Flores           | Eleazar Miguel Cámara Rivero     | María Guadalupe Balam Chí    | Alexis Guadalupe Espadas Huerta         | Ángel Martín Miss Hernández     | Tania Estephania Patricia Moreno Bulnes | María del Pilar Martínez Acuña      | Juan Carlos Tamayo Zacaria    | Leticia Maas Pan                  | Diana Laura Cahuich González        | Santa Trinidad Valencia Estrella |
| José Rodolfo Rocha Rendón          | Miriam del Carmen Pat Rufino     |                              | Ezequías Hernández Torrez               | Abigaíl Requena Bautista        | Víctor Enrique Aguirre Montalvo         | Carlos Ramírez Cortez               | María Alejandra Yah Dzib      | David Ernesto Rea Huicab          | Filipencio Tuyub Huchín             | José Manuel Pérez Cortazar       |
| Itzel Guadalupe Gómez Suárez       | Jorge Esquivel Ruíz              |                              | María del Carmen Ávalos Trujillo        | Miguel Ángel Puc Ucán           | Roslyn Odeling Cuevas Uribe             | Rosa María Rebolledo Perera         |                               | Aurora Noemí Duarte Anchevida     | María Fernanda Ycte Uc              | Darbelia Gallegos Luna           |
| Juan Manuel Batiza Avelar          | María Itzel García Ancona        |                              | Fredy Rubisel Chi Cen                   | Candelaria Casanova Alvarado    | Erick Manrero Chávez                    | Carlos Manuel Gil Pérez             |                               |                                   | Gaudencia Puc Catzin                | Juan Carlos Canché Can           |
| Guadalupe Martina Ramayo Hernández | Irving Israel Caamal Balam       |                              | Virgen Isabel de Chuina Jiménez Aguilar | Sergio Luis Góngora Caamal      | María del Rosario Sima Poot             | Michelle Silva Zuloaga              |                               |                                   | Zoila Marina Isabel Llanos Martínez | Delfina Trujillo Montejo         |
| Carlos Manuel Domínguez Balam      | Ludmilla José Trujillo Cambranis |                              | Arturo Javier Cen Pacheco               | Surisadain Zuc Cortés           | Román Antonio Rosado Valle              | José Francisco Palma May            |                               |                                   | Miguel Ángel Salvatierra Sánchez    | Richard Howard Sosa Herrera      |
| María Guadalupe Uc y Uc            | Manuel Rodolfo Santos Cáceres    |                              | María Regina de la Cruz Cob Pan         | Esdras Asiel Yah Requena        | Clarissa del Jesús Estrella Valencia    | Claudia Esperanza Villalba Calderón |                               |                                   | Bárbara Vianey Puerto Canepa        | Daniela Alejandra Lara Hernández |